# Coelonia brevis
Coelonia brevis är en fjärilsart som beskrevs av Rothschild och Jordan 1915. Coelonia brevis ingår i släktet Coelonia och familjen svärmare. Inga underarter finns listade i Catalogue of Life.